# 渋江川 (富山県)
渋江川（しぶえがわ）は、小矢部川の支流で、富山県南砺市と小矢部市を流れる二級河川である。中上流域は泥岩・砂岩互層で地滑りが多く、下流は暴れ川として知られる。

## 地理
富山県・石川県の境にある標高531m、鑽先山(きりさきやま)を水源に北東へ流れている。平地では左岸から五郎丸川、右岸から本堂川、砂馳川、薮波川と合流し、小矢部市綾子で小矢部川と合流する。
平野部を流れる下流域は暴れ川として知られ、古くから河川改修工事が行われてきた。
この地域は水が得にくく農業用の溜池が多い。

## 地質
流域は山間部では新第三紀層に属する。上流部は八尾層群、中流域は氷見層群、平地との移行域では洪積層からなり、中上流域は泥岩・砂岩互層で地滑りが起こりやすい地層である。

## 自然
流域内では水田が25%、森林植生は75%を占めた。森林植生内ではコナラ・アカマツ林が54%と多く、その中にブナ林やイヌシデ林が点在していた。スギ植林は21%であった。
ブナ林は倶利伽羅峠および小白山にみられ、ウラジロガシが混在することから低地型ブナ林と考えられる。
魚類では18種中15種が純淡水魚で流れが緩い小矢部川上流域に典型的な傾向であった。アブラハヤやカワヨシノボリが全域で確認され、スナヤツメ、コイ、ウグイ、カマツカ、ドジョウ、ジュズカケハゼも広範囲で見られた。
両生類については流域の溜池がホクリクサンショウウオ、ニホンアカガエルの生息地となっている。
爬虫類では富山県内で稀なニホンイシガメが見られた。
。

## 流域の自治体
富山県
南砺市、小矢部市

## 主な支流
- 五郎丸川
- 本堂川
- 砂馳川
- 薮波川

## 流域の観光地
- 医王山温泉ぬく森の郷
- 土山御坊跡
- 高窪温泉
- 大清水(アシツキ自生地)
- 倶利伽羅峠